# Castle of Old Wick
Het Castle of Old Wick is een 12e-eeuws kasteel, dat aan de kust 1 km ten zuiden van Wick ligt in de Schotse regio Highland. Het is gebouwd door de Vikingen.

## Geschiedenis
Het Castle of Old Wick is gebouwd in de 12e eeuw of vroege 13e eeuw toen Caithness werd geregeerd door de Noorse earls van Orkney. De eerste eigenaar van het kasteel was Harald Maddadsson, earl of Caithness.
In de veertiende eeuw was het Castle of Old Wick een van de kastelen van Sir Reginald de Cheyne. Toen hij in 1345 stierf ging het kasteel over in de handen van de graaf van Sutherland, die gehuwd was met zijn dochter. In de vijftiende eeuw kwam het kasteel in het bezit van de Oliphants via het huwelijk tussen de erfgename Christian en William Oliphant, totdat het in 1569 gedurende acht dagen werd belegerd en werd ingenomen door John Sinclair, "Master of Caithness".
In 1679 ging het kasteel naar Lord Glenorchy, tezamen met de titel earl of Caithness. Het kasteel was toen reeds een ruïne. Het kasteel werd op een gegeven moment verkocht aan de Dunbars van Hemprigg, die het bezaten tot 1910.

## Bouw
Het kasteel staat op een schiereiland, eigenlijk een klif, en had twee grachten die het van het vasteland scheidden. Alleen de vierkante toren van drie verdiepingen is overgebleven; de toren was oorspronkelijk een verdieping hoger. De begane grond bevatte de keuken en de opslagruimtes; de eerste verdieping was de hal met een zuidoostelijke ingang. De bovenste verdiepingen bevatten de persoonlijke vertrekken van de heer van het kasteel.
Het kasteel kende geen vuurplaatsen. Er waren geen trappen in het gebouw; dit wijst op het gebruik van ladders.
Een smalle binnenplaats leidde naar het midden van het schiereiland met gebouwen aan beide kanten, zoals de barakken, de brouwerij, de kapel et cetera. Buiten de tweede gracht bevond zich nog een verdedigingsmuur, die tevens de achtermuur van een aantal gebouwen vormde. De fundamenten van deze gebouwen zijn bewaard gebleven.
Het kasteel was te bereiken vanaf het vasteland via een ophaalbrug, die een brede greppel overspande die in de rots uitgehakt was. Deze werd beschermd door een poortgebouw en een muur.

## Beheer
Het beheer van de Castle of Old Wick is in handen van Historic Environment Scotland. Het kasteel is vrij toegankelijk.